# 雪白粉背蕨
雪白粉背蕨（学名：Aleuritopteris niphobola）为中国蕨科粉背蕨属下的一个种。

## 扩展阅读
- 維基物種上的相關：雪白粉背蕨